# فريتة

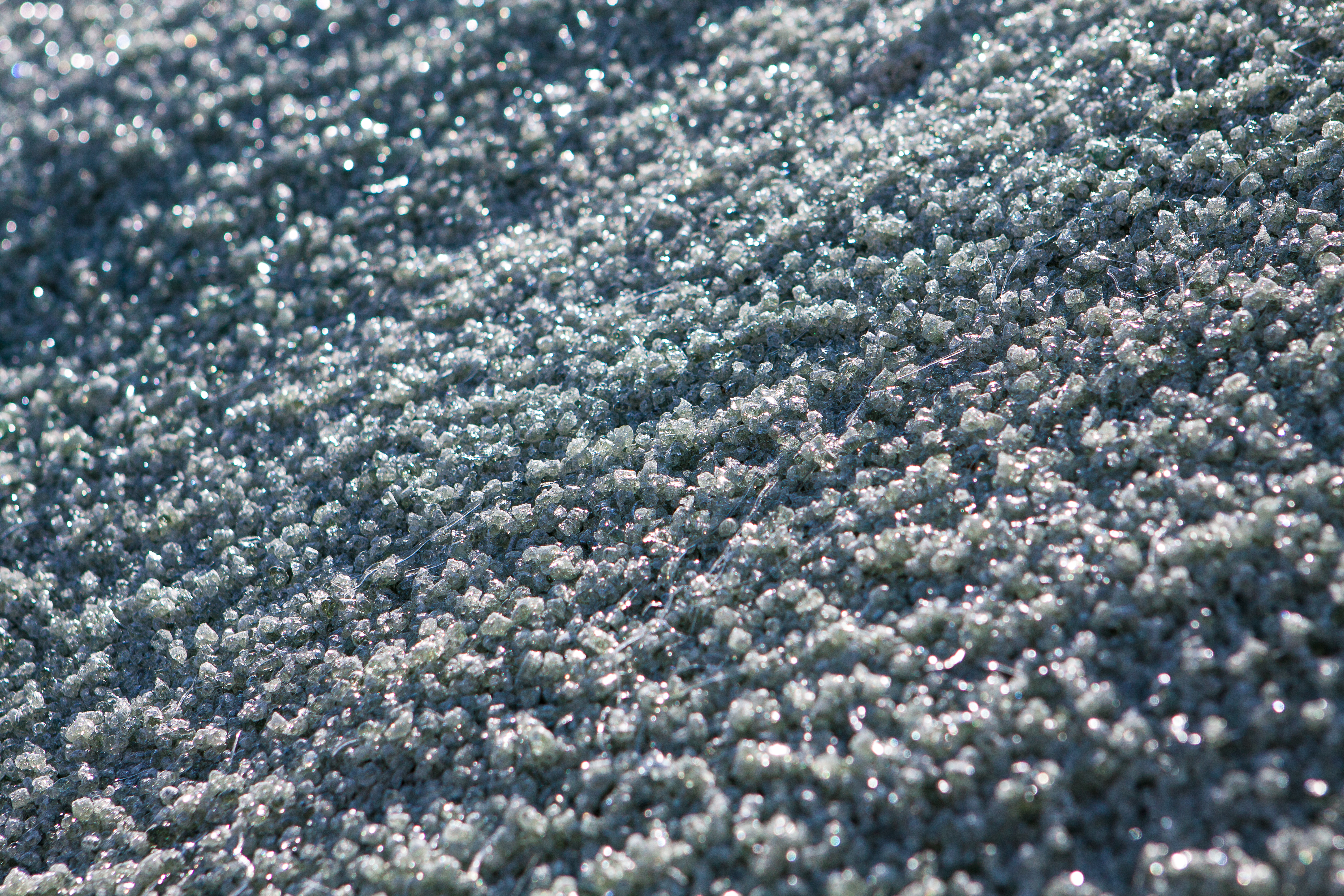
فريتة

الفَرِيتة هو تركيبة خزفية صهرت ورُوِّيت وحُبِّبت. تشكل الفريتة جزءًا مهمًا من الدُفعات المستخدمة في تركيب المينا المزجج وعند تزجيج الخزف؛ الغرض من هذا الاندماج المسبق هو عزل أي مكونات قابلة للذوبان و/أو سامة غير قابلة للذوبان عن طريق التسبب في اندماجها مع السيليكا والأكاسيد المضافة الأخر.  ومع ذلك فليس كل زجاج مصهور ومُروّى في الماء فريتةً، لأن طريقة تبريد الزجاج شديد السخونة تُستخدم أيضًا على نطاق واسع في صناعة الزجاج.
كان من الممكن في العصور القديمة سحق الفريتة لصنع خضاب أو تشكيلِه لصنع أشياء. قد تكون أيضًا بمكانة مادة وسيطة في صناعة الزجاج الخام. يميل تعريف الفريتة إلى أن يكون متغيرًا وقد ثبت أنه قضية شائكة بالنسبة للباحثين. لعبت الفريتة في القرون الأخيرة عددًا من الأدوار في المواد الحيوية والإضافات إلى خزف العازل الكهربائي للموجات القصيرة. تستخدم الفريتة التي على شكل خليط سيليكات الألمنيوم ي في حراريات الصب المستمر الخالية من التزجيج.